# Будимир Давидовић
Будимир Давидовић (Горачићи, 1890—Чачак, 1980), био је учесник Балканских и Првог светског рата, као поднаредник српске војске. За своје јунаштво одликован је највишим војним одликовањима, са две Карађорђеве звезде са мачевима, Орденом Легије части, Орденом Белог орла с мачевима, Обилићевом медаљом за храброст и Албанском споменицом.

## Биографија
Будимир је као искусан војник из Балканских ратова учествовао током Првог светског рата у више борби против Аустроугара и бугарских војника. Прошао је албанску голготу, стигао до Крфа и био један од учесника пробоја Солунског фронта. Почетком 1918. године јавио се у јуришну чету и ту је приликом напада на положаје Крвави Зуб - Обла Чука, Кравице - Западни Ветерник, био рањен са седамнаест убода у борби прса у прса. У току борбе на њега је бачена ручна бомба због које му је ампутирана десна рука и у болници је извађено из његовог тела седамдесет четири парчета од бомбе.
Након ослобођења и повратка у Србију, Будимира је снашла судбина многих његових сабораца који су остали инвалиди. Онако без руке био је присиљен да ради у надници код другога, а људи су га држали из сажаљења. После је носио млеко у Чачак, био монополски контролор, служитељ у пореској управи.
Од 1992. године једна улица у Чачку носи његово име.